# Županija
Županija ou jupanato refere-se a:
| País                 | Singular | Plural   | artigo relativo                              |
| Bósnia e Herzegovina | županija | županije | cantões da Federação da Bósnia e Herzegovina |
| Croácia              | županija | županije | condados da Croácia                          |

Ele também foi usado para subdivisões históricas da Sérvia medieval.
Para a etimologia, ver Župa.